# Шлангенбад
Шлангенбад (нем. Schlangenbad) — община в Германии, в земле Гессен. Подчиняется административному округу Дармштадт. Входит в состав района Райнгау-Таунус.  Население составляет 6233 человека (на 31 декабря 2010 года). Занимает площадь 36,55 км².